# جيراردو جانديني
جيراردو جانديني (بالإسبانية: Gerardo Gandini)‏ هو عازف بيانو وملحن أرجنتيني، ولد في 16 أكتوبر 1936 في بوينس آيرس في الأرجنتين، وتوفي بنفس المكان في 22 مارس 2013.

## وصلات خارجية
- جيراردو جانديني على موقع IMDb (الإنجليزية)
- جيراردو جانديني على موقع ميوزك برينز (الإنجليزية)
- جيراردو جانديني على موقع قاعدة بيانات الفيلم (الإنجليزية)